# 박종훈 (1970년)
박종훈(1970년 ~ )은 KBS 보도본부의 선임 기자이다. 보도본부 소속의 공채 25기로 입사했다. 한국은행에 입행했다가 1998년 KBS에 입사하여 대표적인 경제기자로 활동하고 있다. 금융감독위원회 설립과 진행됐던 외환위기 극복 과정과 2008년 글로벌 금융위기 등 주요 경제 이슈들을 업무했다. 

## 학력
- 현대고등학교
- 서울대학교 국제경제학과 학사
- 서울대학교 대학원 경제학부 석사
- 서울대학교 대학원 경제학부 박사
- 미국 스탠퍼드대 후버 연구소 객원 연구원

## 경력
- KBS 보도본부 공채 25기 입사 (1998년)
- KBS 보도본부 통합뉴스룸 경제부장
- KBS "경제한방" 진행
- 2023년 11월 ~ 2024년 2월 KBS기자
- 2024년 2월 29일 KBS 퇴사
- 2024년 4월 4일 "박종훈의 지식한방" 진행

## 저서
- ‘부의 3부작’이라 불리는 『부의 시그널』,『부의 골든타임』, 『2020 부의 지각변동』이 있으며, 그 외『박종훈의 대담한 경제』, 『지상 최대의 경제 사기극, 세대전쟁』 등과 이코노미스트 홍춘욱과 공저한 『밀레니얼 이코노미』가 있다.

## 수상 경력
- 2007년 제34회 한국방송대상 올해의 보도기자상
- 2007년 방송통신심의위원회 이달의 좋은 프로그램상 (시사기획 쌈)